# Daucosma
Daucosma là chi thực vật có hoa trong họ Apiaceae.